# Idioma parto
El idioma parto, también conocido como pahlavi arsácida, es una lengua extinta del grupo noroccidental de la familia irania cuyo origen se sitúa en el Imperio parto (ubicado en el actual noreste de Irán, más en concreto en la provincia de Jorasán y otros territorios limítrofes como el sur de Turkmenistán). Este idioma fue la lengua oficial de este imperio bajo la dinastía arsácida (248 a. C.-224 d. C.)

## Aspectos históricos, sociales y culturales

### Origen y etimología
El idioma parto era el más oriental de las lenguas iranias noroccidentales. Este hecho provocó que retuviera muchos arcaísmos propios de las lenguas iranias orientales, a lo que también ayudó que la dinastía fuera fundada por la tribu parni que había migrado desde las estepas de Asia central a Partia. En un principio los parni hablaban una lengua irania nororiental relacionada con otras de la misma zona como el escita y el bactriano. El estudio de las tribus indoiranias desvela que no era inusual que al migrar adoptaran la lengua local además de las costumbres y creencias de los pueblos en los que se asentaban, ya fuera por mera migración o conquista.

### Extinción
En el 224 d. C., Ardashir I, el soberano local de Pars depuso y sustituyó a Ardaván IV, el último emperador parto, fundando al mismo tiempo la cuarta dinastía irania, y la segunda dinastía persa, la dinastía sasánida. En muchos usos el idioma parto substituido por el persa medio, que en su forma escrita fue conocido como pahlavi sasánida. El parto no desapareció de inmediato, y siguió estando testimoniado por unas pocas inscripciones bilingües de la era sasánida.

## Descripción lingüística

### Clasificación
El parto es una lengua del grupo iranio noroccidental del periodo iranio medio, que como lengua por contacto de lenguas, tiene algunas características típicas del grupo iranio oriental, esta influencia se hace más notoria en ciertos préstamos léxicos. Algunos restos de la influencia oriental sobreviven en préstamos del parto al armenio.
Taxonómicamente, el parto es una lengua irania noroccidental mientras que el persa medio de los sasánidas pertenece al grupo suroccidental.

## Parto escrito
El idioma parto fue escrito mediante escritura pahlavi, que tiene dos características definitorias. En primer lugar, esta escritura deriva de la escritura aramea, el tipo de escritura usada durante la cancillería aqueménida. En segundo lugar, tiene una alta incidencias de palabras arameas, representadas como ideogramas o logogramas, es decir, se escribían palabras arameas pero eran leídas como palabras partas.
El idioma parto era la lengua de la antigua satrapía de Parthia y se usó en la corte de la dinastía arsácida. La fuentes principales de conocimiento de esta lengua son las pocas inscripciones procedentes de Nisa y Hecatómpolis (Hecatompylos), los textos maniqueos, las inscripciones multilingües sasánidas, y algunos restos de literatura parta conservados en textos en persa medio. Entre estos, los textos maniqueos, compuestos poco tiempo de la caída de la dinatía arsácida tienen un papel destacado en la reconstrucción del idioma parto. Estos textos maniqueos no contienen ideogramas.

### Testimonios escritos
Los testimonios escritos en parto incluyen:
- Los ostraka (100 a. C. encontrados en Nisa y otros sitios arqueológicos en la frontera sur de Turkmenistán)
- Los ostraka del siglo I a. C. procedentes de Kumesh en Irán oriental.
- El pergamino del siglo I d. C. de Awraman o Hawraman en Kurdistán iraní.
- Inscriciones monetales de los reyes arsácidas del siglo I d. C.
- La inscripción bilingüe de Seleucia del Tigris (150-151 d. C.)
- La inscripción de Ardaván V encontrada en Susa (215)
- Algunos documentos del s. III d. C. encontrados en Dura-Europos, sobre el Éufrates
- La inscripción de Kal-e Jangal, cerca de Birjand en Jorasán del sur (primera mitad del siglo III)
- Las inscripciones de los primeros reyes y sacerdotes sasánidas en parto que incluyen las de Ka'ba-ye Zartosht cerca de Shiraz y Paikuli en el Kurdistán iraquí.
- El corpus de textos en parto maniqueo que no contienen ideogramas
- En el norte de Pakistán, el reino indoparto de Taxila bajo Gondophares 20 a. C. –10